# Rezerwat przyrody Leniwa
Rezerwat przyrody Leniwa – leśny, częściowy rezerwat przyrody o powierzchni 24,0623 ha, utworzony w 2000 roku. Położony jest na terenie gminy Pionki, w zachodniej części Puszczy Kozienickiej, w granicach Kozienickiego Parku Krajobrazowego, 6 km na północ od drogi wojewódzkiej nr 737 Radom – Kozienice w pobliżu wsi Stoki. Rezerwat posiada otulinę o powierzchni 14,89 ha. Obszar rezerwatu podlega ochronie czynnej.
Nazwa rezerwatu pochodzi od rzeczki Leniwa – prawego dopływu Radomki, która płynie przez teren rezerwatu.
Rezerwat przyrody Leniwa został utworzony w celu ochrony nadrzecznych łęgów jesionowo-olszowych oraz współnaturalnego krajobrazu doliny rzeki Leniwej. W warstwie drzew dominuje olsza czarna, która pokrywa tu około 80% powierzchni. Towarzyszą jej brzoza brodawkowata, jesion oraz świerk pospolity, który najczęściej rośnie na lokalnych przesuszonych kępach torfów. Na terenie rezerwatu stwierdzono występowanie około 80 gatunków roślin. Część z nich to gatunki podlegające ścisłej ochronie (listera jajowata i widłak jałowcowaty) oraz ochronie częściowej (kruszyna pospolita, kalina koralowa i porzeczka czarna). Gniazduje tu również wiele ciekawych gatunków ptaków m.in. bocian czarny, żuraw, samotnik i zimorodek. Występujące tu krajobrazy nie są spotykane w innych częściach Puszczy Kozienickiej.